# Kanji
Kanji (uttal: /kandʑi/) är ett av tre japanska skriftspråk (jämte katakana och hiragana), och består av skrivtecken lånade från kinesiskan. Tecknen har både en betydelse och ett eller flera uttal och utvecklades ursprungligen för att skriva kinesiska. Tecknens ursprung som logogram gör det möjligt att återge inte bara flertalet, ibland mycket olika, kinesiska dialekter utan även helt andra talade språks betydelser.
Ordet kanji kommer från de kinesiska orden kan (漢, 'kinesiska') och ji (字, 'tecken'). Sålunda betyder det 'skrivtecken från Han', där Han står för Kina. Motsvarande skriftspråk i kinesiska kallas hanzi, och det i koreanska benämns med det snarlika hanja.
Kinesiska tecken har även lånats in, med såväl betydelse som uttal, för att skriva koreanska och vietnamesiska. Dessa språk kom därmed att berikas med ett vanligen abstrakt ordförråd ungefär på samma sätt som latinets och grekiskans roll i europeiska språk.

## Historik
De kinesiska tecknens rötter är minst 4000 år gamla. Man räknar att det finns runt 80 000 tecken, men i Japan används numera i vardaglig skrift endast bortåt 3000. Kanjitecken lånades in från kinesiska skriftspråket första gången under 600-talet och därmed också såväl deras dåtida kinesiska uttal som betydelse. Med senare ordlån har följt dåvarande uttal och eventuell ny betydelse av tecknen.
Ett förvirrande moment har därför blivit att många kanji ofta har fler läsningar. Tecknet för sol, dag 日 kan läsas på många sätt, bland annat hi, ka, nichi och jitsu. Av de drygt 2 000 kanji som används i dag är 1 945 tecken definierade år 1981 av utbildningsdepartementet i en lista som kallas jōyō kanji (常用漢字), ”kanji för allmänt bruk”. Av dem är 1 006 så kallade kyōiku kanji avsedda att inläras i grundskolan. Härtill kommer ungefär 1 000 tecken som lärs ut under sekundärutbildningen.
En del av de kinesiska tecken som används i Japan förenklades efter andra världskrigets slut, dock inte lika många och lika mycket som senare förenklades i Kina. Ett tydligt exempel på detta är tecknet för nöje, underhållning: 樂 (trad. kinesiska), 楽 (kanji), 乐 (förenklad kinesiska).

## Struktur
Kanji är inte primärt ljudhärmande utan är uppbyggda av logogram, som representerar det semantiska innehållet - betydelsen. En del tecken var ursprungligen bilder och liknar fortfarande det de ska föreställa. De flesta tecken är dock uppbyggda av två delar, varav en radikal syftar på tecknets betydelse och oftast är ett bildtecken i halvformat. Den andra delen ("fonetikum") ger en god vink om tecknets uttal, (åtminstone i den kinesiska kontext där det skapades). För att identifiera ett tecken i ett större teckenlexikon måste man först identifiera radikalen, som är en av 214 stycken och därefter räkna antal streck i dess fonetikum.

## Utläsning
Ett enskilt kanji-tecken kan alltså ha flera olika läsningar. Dessa delas upp i on'yomi (音読み), som baseras på det kinesiska uttalet; kun'yomi (訓読み), som är inhemska arvord; samt nanori (名乗り), som endast förekommer i namn, och som kan vara både kinesiska och japanska till härkomsten. 
Ett flertal tecken har bara on-läsningar. Det är särskilt vanligt för tecken för sådant som kommit till Japan från Kina efter skriftspråket, exempelvis socker (糖, tō) samt abstrakta ordled, som tecknet 系 (kei) vilket betyder följd, system, sammanhang. Ett fåtal tecken har skapats och används enbart i Japan och har därför bara kun-läsningar. Dessa kallas kokuji (国字, landstecken). Ett exempel är 榊 (sakaki), en art spärrbuskar som är högt värderad inom shintoismen. Slutligen finns ett antal (alltid inhemska japanska) ord på två eller fler tecknen där dessas vanliga kun-läsningar inte förmedlar ordets uttal. Detta kallas gikun (義訓, "korrekt kun") och gäller för många ord för näraliggande dagar. Kyō (idag) skrivs trots att det är enstavigt med två tecken, för "nu" och "dag" (今日). "Inkorrekt kun" hade här varit ima-hi.
Ord som använder sig av endast ett kanji läses vanligen med det inhemska uttalet, kun'yomi. Tecknet 火(eld) läses enligt kun'yomi som hi och tecknet 山(berg) läses enligt kun'yomi som yama.

### Jukugo
När de två föregående tecknen sätts ihop till vulkan 火山 , läses dock 火 som ka och 山 läses som zan enligt on'yomi. On'yomi är särskilt vanligt i ord med två tecken; så heter med ett annat exempel hav (海) umi och fisk (魚) sakana, men havsfisk (海魚) kaigyo. Det kan jämföras med dagens standardkinesiska uttal, hǎi respektive yú. Mängden ord med on'yomi kan jämföras med mängden ord med latinskt eller romanskt ursprung i engelska.
Det japanska ordet för sådana "sammansatta ord" (bestående av två eller fler morfem), oavsett språk, är jukugo (熟語). I japanska står jukugo för ord som bildats såväl genom kombination av kanji som kana. Jukugo läses oftast med on'yomi. Det kan dock inte tas som en regel att alla jukugo läses med on'yomi. Det förekommer även jukugo som läses helt i kun'yomi; till exempel tobi-uo 飛魚 (flygfisk) där läsningarna av båda tecknen kommer från kun'yomi. Det förekommer även jukugo som läses i både kun'yomi och on'yomi.

## Källhänvisningar
1. ↑  "kanji". NE.se Läst 13 juli 2014.
2. ↑  ”"Revising the list of kanji" - Japan Times” (på engelska). https://www.japantimes.co.jp/opinion/2008/11/16/editorials/revising-the-list-of-kanji/#.WpfUEOdG3cs. Läst 1 mars 2018.